# Alojzy Janowicz
Opcjonalne parametry
Alojzy Janowicz herbu Radwan (ur. 1792 (1793) w Zaosiu lub Nowogródku, zm. 1849 we Francji) – polski wojskowy; podpułkownik, dowódca 13. Pułku Ułanów.

## Życiorys
Uczestnik kampanii napoleońskiej od 1812. Razem z korpusem Charlesa Lallemanda znalazł się w Danii.
Do kraju powrócił w 1814 i wstąpił do 3. Pułku Ułanów Królestwa Kongresowego. W czasie powstania listopadowego służył w korpusie gen. Henryka Dembińskiego. Z 13 Pułkiem dotarł do Warszawy. Prowadził boje osłonowe w dorzeczu Wisły i Bugu. Wraz z gen. Maciejem Rybińskim przeszedł do Prus.
Po upadku powstania wyemigrował do Francji. Od 1837 członek Zjednoczenia Emigracji Polskiej.
Otrzymał dyplom Dobrze Zasłużonego Ojczyźnie. Odznaczony Krzyżem Złotym (16 marca 1831) i Krzyżem Kawalerskim Orderu Virtuti Militari (17 września 1831).
Pochowany na Cmentarzu Montmartre.